# Núria Casals
Núria Casals Camps (Ripoll, 1989) és una professora i glosadora catalana, resident a Vic, coneguda per la seva activitat en la divulgació de la glosa.
Núria Casals és la presidenta de l’Associació Cor de Carxofa, que té com a objectiu recuperar i fomentar la glosa en català improvisant versos amb melodia. És professora de biologia de secundària, i porta diferents projectes sobre la glosa a les escoles i instituts de secundària. Amb un projecte d'aquesta temàtica, va guanyar el premi Baldiri Reixac a l'Institut Escola Mossèn Cinto de Folgueroles.
La ripollesa va ser proclamada Reina de Nyacres el 2019, després de guanyar el combat final de cançó improvisada a la 17a edició de la Trobada de Cantadors d'Espolla.